# Distretto di Jilili
Il distretto di Jilili è un distretto del Perù, facente parte della provincia di Ayabaca, nella regione di Piura.